# 福沢村 (富山県)
福沢村（ふくざわむら）は、かつて富山県上新川郡にあった村。

## 沿革
- 1889年（明治22年）4月1日 - 町村制の施行により、上新川郡東福沢村、小佐波村、牧野村、東黒牧村、布目村、楜ケ原村、小谷村、砂見村、瀬戸村、大清水村、千長原村、大双嶺村、小坂村、折谷村、下双嶺村、石淵村、馬瀬村、日尾村、奥山村及び長棟村の区域ごをもって、上新川郡福沢村が発足する。成立時の人口は2,775人であった[3]。
- 1955年（昭和30年）1月1日 - 上新川郡上滝町、大庄村、大山村及び福沢村が合併して、上新川郡大山町が発足する。

## 歴代村長
出典→
1. 藤村幸太郎（1888年3月 - 1906年2月）
2. 五十嵐幸造（1906年3月 - 1907年8月）
3. 五十嵐幸造（1907年11月 - 1911年11月）
4. 藤村幸太郎（1911年11月 - 1913年1月）
5. 五十嵐幸造（1913年2月 - 1916年5月）
6. 坂田与作（1916年5月 - 1929年1月）
7. 加藤金太郎（1929年1月 - 1933年1月）
8. 加藤金太郎（1933年1月 - 1937年1月）
9. 加藤金太郎（1937年1月 - 1938年8月）
10. 石田孫作（1938年8月 - 1942年8月）
11. 石田孫作（1942年8月 - 1946年4月）
12. 瀬戸一治（1946年6月 -  1947年4月）
13. 瀬戸一治（1947年4月 - 1949年4月）
14. 五十嵐隆（1949年6月 - 1952年7月）
15. 瀬戸一治（1952年8月 - 1954年12月末）